# 알렉스 하우스
알렉스 하우스(Alex House, 1986년 12월 11일 ~ )는 캐나다의 배우, 영화배우, 텔레비전 배우이다.
토론토에서 태어났다.

## 영화
- 파티 올 나잇 (2016년)
- 롱 브랜치 (2011년)
- 토드 앤드 더 북 오브 퓨어 이블 (2010년)
- 토일렛 (2010년) - 로봇 프라모델 오타쿠, 레이 역
- 더 러브 오브 허 라이프 (2008년)
- 풀 오브 잇 (2007년)
- 주디 갈란드 (2001년)
- 세이피 오브 오브젝트 (2001년)
- 사랑의 전쟁 (2000년)
- 스위칭 골스 (1999년)